# Nicolae Beloiu
Nicolae Beloiu (født 9. maj 1927 i Ocnita-Dambovita – død 10. marts 2003 i Bukarest Rumænien) var en rumænsk komponist, lærer og professor.
Beloiu studerede på Musikkonservatoriet i Bukarest. Han har skrevet 2 symfonier, orkesterværker og kammermusik.
Han var professor i komposition på konservatoriet i Bukarest, og var leder af Bukarest Radio.

## Udvalgte værker
- Symfoni nr. 1 (1967) - for orkester
- Symfoni nr. 2 (1977) - for orkester